# Znojmo
Znojmo (németül Znaim vagy Znaym) város Csehországban, Morvaország egyik legjelentősebb városa.

## Fekvése
Dél-Morvaországban, a Dyje (Thaya) folyó bal partján, 290 méteres magasságban fekszik. 220 m hosszú és 45 m magas vasúti viaduktja van.

## Története
Egykor külön Přemyslida hercegség székhelye volt, amely cseh fennhatóság alatt állt. 1145-ben  feldúlták. I. Ottokár 1226-ban városi kiváltságokat adott Znojmónak. Az 1278-as morvamezei csatában elesett II. Ottokár holttestét Znojmóban balzsamozták be, és a minorita kolostorban tették 30 hétig közszemlére, mígnem a kriptában eltemették. Csak 1297-ben vitték Prágába a holttestet. 1393-ban a Znojmótól délre fekvő loukai kolostorban (Klosterbruck) kötött szövetséget IV. Vencel ellen öccse, Zsigmond III. Albert osztrák herceggel és Jobst morva őrgróffal. A cseh királyt elfogták és Bécsbe vitték, mire ő Znojmóba szökött. A zavaros időkben a morva-osztrák határvidéken nagy konjunktúrája volt a rablólovagoknak. A két leghíresebb: Lamberg János (Sokol, vagyis sólyom) és Kunstatt Henrik (a „Sovány Ördög”). Az előbbit akarta kifüstölni Znojmóból 1404-ben Zsigmond magyar és német király és IV. Albert osztrák herceg. A leleményes Sokol lovag azonban biológiai fegyvert vetett be az ostromlók ellen: rozoga hordókat töltetett meg fekáliával, amit aztán a támadók közé gurítottak. Az eredmény nem maradt el: mindkét uralkodó elkapta a vérhast. A bécsi csodadoktor gyógymódja meglehetősen egyedi volt: a két uralkodót egy napra lábuknál fogva fellógatta a sátrukban, „hogy a rossz levegő kimenjen a szájukon”. Albert belehalt a kúrába, Zsigmond viszont akkor még meggyógyult. 1437-ben viszont éppen itt halt meg, miközben feleségét, Cillei Borbálát akarta kiostromolni a városból. Mikor a király érezte, hogy közelg a vég, felvette császári díszruháját, koronáját és az utolsó kenetet, felült a trónjára, halotti misét rendelt magának, és a trónon ülve másnap meg is halt. Holttestét az itteni Szt. Miklós templomban ravatalozták fel. 1468-ban Znojmo alatt néztek szembe egymással Podjebrád György cseh király és Mátyás magyar király csapatai. Innentől kezdve 1490-ig egész Morvaországgal együtt a város is magyar kézen volt. 1631-ben II. Ferdinánd és zsoldosvezére, Wallenstein között itt újból megkezdődtek az alkudozások és 1632 áprilisában eredményre is vezettek. A harmincéves háború végén elfoglalták a svédek, 1683-ban pedig a Bécset felmenteni igyekvő Sobieski János lengyel király csapatai Znojmónál keltek át a Thayán. 1742-ben Nagy Frigyes poroszai, 1805-ben pedig Napóleon franciái szállták meg. 1809. július 11-én Károly főherceg utóhadai itt ütköztek meg Marmont és Masséna francia csapataival (znaimi csata), amit a znaimi fegyverszünet (július 12.) és október 14-én a bécsi béke követett. A városnak 1890-ben 14 516 lakója volt. A német lakosok java részét 1945-ben kitelepítették Ausztriába.

## Nevezetességei
- IV. Károly császár által 1348-ban építtetett gótikus plébániatemplom (Szt. Miklós);
- kilenc csúcsú XV. századi toronnyal ellátott városháza;
- a morva őrgrófok egykori vára (egy időben kaszárnyaként használták, ma egy része a Hostan sörgyár, a másik pedig barokk kastély;
- Znojmói rotunda a XI. századból (Régebben "pogány templomnak" nevezték, és Morvaország legrégibb épületének tartották.) Csehország legkorábbi freskói láthatók itt.
- a kétszintes Szt. Vencel-kápolna
- XIV-XV. századi katakombák a város alatt
- loukai premontrei kolostor
- minorita kolostor (ma Dél-morvaországi Múzeum)
- Hradiště (Pöltenberg): a Nagymorva Birodalom egyik IX-X. századi központja volt itt
- Charles Sealsfield (1793 – 1864) osztrák regényíró emlékei kötődnek a városhoz.

## Gazdaság
- Edénygyártás
  - A znaimi edényről A Pallas nagy lexikona írja: "finomabb, csinosság és tisztaság miatt kedvelt, belül világos-sárga, kivül barna színű főzőedény, melyet Znaimban számos iparos készít. A Z.-t tisztátalanabb kaolinból készítik és nyersen okrából és barnakőből álló engobebal leöntik. A megszikkadt edények barna engobe-rétegébe bekarcolják és bevésik az egyszerű díszítést, mely tehát barna alapon sárgásfehér mintákat mutat. A szárított és egyszer égetett edényeket ólmos-bóraxos mázzal vonják be. Egy másik neme a Z.-nek vörös-barna fazekas-agyagból készül s belül fehér agyaggal van engobozva."
- bőripar,
- ecetgyártás,
- pamut- és posztószövés, zöldségtermesztés (uborka, mustármag)

## Népesség
A település népessége az elmúlt években az alábbi módon változott:
| Lakosok száma | 10 415 | 23 316 | 25 993 | 23 929 | 39 158 | 34 122 | 33 823 | 33 765 | 33 370 | 34 172 |
|               | 1869   | 1900   | 1921   | 1961   | 1991   | 2011   | 2017   | 2020   | 2022   | 2025   |

## Egyéb
A város német nevére emlékeztet a znaimi marhasült.